# Кампобассо (провінція)
Провінція Кампобассо (італ. Provincia di Campobasso) — провінція в Італії, у регіоні Молізе.
Площа провінції — 2 909 км², населення — 230 133 осіб.
Столицею провінції є місто Кампобассо.

## Географія

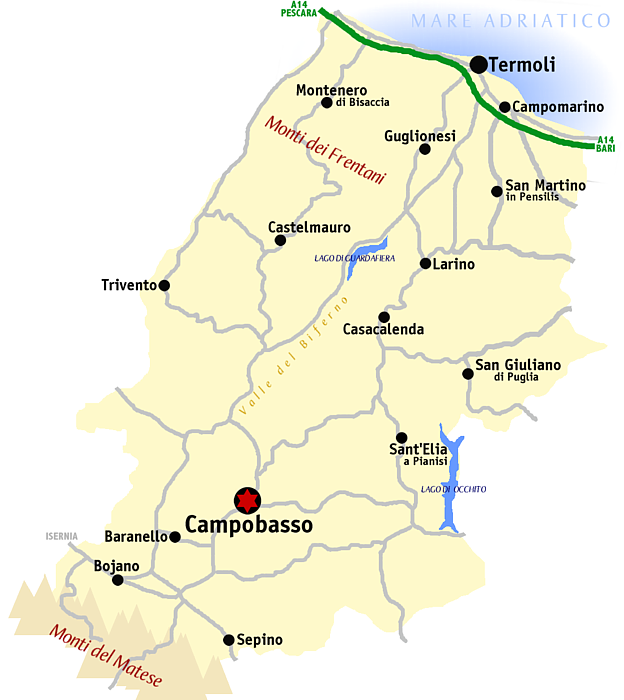
Мапа провінції

Межує на півночі з регіоном Абруццо (провінцією К'єті), на південному сході з регіоном Апулія (провінцією Фоджа), на півдні з регіоном Кампанія (провінцією Беневенто та провінцією Казерта), на заході з провінцією Ізернія.

## Основні муніципалітети
Найбільші за кількістю мешканців муніципалітети (ISTAT):
- Кампобассо - 51.337 осіб
- Термолі - 31.975 осіб
- Бояно - 8.306 осіб
- Ларіно - 8.230 осіб

## Історія
Самніти, група племен сабелів, домінували в цьому регіоні Італії, включаючи Кампанію, приблизно з 600 р. до н.е. до 290 р. до н.е. Після війни проти Риму в 343 р. до н.е., в 290 р. до н.е. територія стародавнього регіону Санніо (центральна зона якого лежить у нинішній провінції Кампобассо) була включена до римського регіону IV Самній. У 570 році, після вторгнення лангобардів, територія була приєднана до ломбардського герцогства Беневенто, що призвело до зменшення маєтків та активів церковних єпископств Бояно, Венафро, Тривенто, Ізернія, Ларіно та Термолі. В результаті частих змін власника, лангобарди назвали місто Кампус Вассорум (територія Вассаля), який згодом став Кампобассо. Феодали все більше набирали владу за рахунок церкви. Князівство Капуа, створене в 860 р. включало графства Венафро, Ларіно, Трівенто, Бохано, Ізернія, Кампомаріно та Термолі. Гуг І де Молізе, граф Божано і нормандський феодал Мюлуз (від чого і походить назва Молізе), здійснив політику відновлення старих кордонів на територіях Санніо в 1053 році і, нарешті, завдяки своєму наступнику Гугу II де Молізе, Молізе став самостійним регіоном близько 1128 року.
З приходом Неаполітанської республіки була створена нова адміністративна організація, поділена на департаменти, що складалася з кантонів. Департамент Сангро був розділений на 16 кантонів: Ланчано, Ортона, Палена, Атесса, Пескокостанцо, Кастель-ді-Сангро, Аньоне, Баранелло, Кампобассо, Ла-Річча, Трівенто, Ларіно, Термолі, Серра-Капріола, Драгонара і Васто. 27 вересня 1806 р. після французької окупації Молізе став автономною провінцією, що складалася з районів Кампобассо та Ізернія, до яких були додані райони Ларіно та Агноне. Після конституційної поправки в грудні 1963 року провінція Кампобассо була відокремлена від Абруццо, отримала статус регіону і перейменована в Молізе. Ситуація залишалася незмінною до 1970 року, коли 52 муніципалітети були відділені від Молізе для формування окремої провінції Ізернія, створеної згідно із Законом № 2 від лютого 1970 року.

## Демографія
Населення провінції зросло між 1861 р., коли проживало 229 393 жителів, та 1951 р., коли воно становило 289 577. Протягом наступних 20 років населення скоротилося до 227 641 (1971 рік), після чого знову зросло до 238 958 в 1991 році. З тих пір він зазнав незначного скорочення до 225 622 жителів у 2016 році. На 1 січня 2014 року найбільш населені комуни в провінції були: Кампобассо (49 392), Термолі (33 478), Бохано (8 125), Кампомаріно (7 723), Ларіно (6 910), Монтенегро ді Бісачча (6 798), Гульйонесі (5422), Річча (5332), Сан-Мартіно-Пенсіліс (4827) та Тривенто (4788).

## Історичні місця
У місті Кампобассо є кілька визначних пам'яток, включаючи замок Манфорте (1450 року), собор і кілька старих церков, включаючи Сан-Бартоломео, Кампомаріно. У районі є багато великих замків, у тому числі в Гамбатесі, Кастропіньяно, Чівітакампомарано та Термолі, та багато культових споруд, таких як собор Трівенто, собор Ларіно (1319 рік) та церква Санта-Марія 12 століття в Петаччіато.